# Arhopala ajusa
Arhopala ajusa är en fjärilsart som beskrevs av Hans Fruhstorfer 1914. Arhopala ajusa ingår i släktet Arhopala och familjen juvelvingar. Inga underarter finns listade i Catalogue of Life.